# Stein (Krimpenerwaard)
Pour les articles homonymes, voir Stein.
Stein est un hameau de la commune néerlandaise de Krimpenerwaard, dans la province de la Hollande-Méridionale. Le 1er janvier 2007, le hameau comptait 1 070 habitants.
Stein était le petit chef-lieu de la commune de Stein, qui a existé de 1817 à 1870.